# James Earl Ray
James Earl Ray (Alton, 10 de março de 1928 – Nashville, 23 de abril de 1998) foi um criminoso estadunidense condenado pelo assassinato do ativista Martin Luther King Jr. James acreditava que Martin era um traidor e que movia as pessoas em suas marchas para parar e enfraquecer o país politicamente e economicamente. James havia cometido atos racistas antes do assassinato.
Faleceu em 23 de abril de 1998, devido a problemas de hepatite C e insuficiência hepática. Seu corpo foi cremado e suas cinzas enterradas na Irlanda.

## Início de vida e educação
Natural de Alton, Illinois, James nasceu no dia 10 de março de 1928, em uma família pobre. Filho de Lucille Maher e George Ellis Ray, tinha ascendência irlandesa e recebeu uma educação católica.
Em fevereiro de 1935, ainda em Alton, o pai de Ray, conhecido pelo apelido Speedy, passou um cheque sem fundos, fazendo com que se mudassem para Ewing, Missouri, onde a família teve que mudar seu nome para Raynes a fim de evitar problemas com a lei. Ray largou a escola aos quinze anos. Ele entrou para o Exército dos Estados Unidos no final da Segunda Guerra Mundial e serviu na Alemanha, embora tivesse dificuldade em se adaptar à vida militar.

## Assassinato de Martin Luther King Jr.

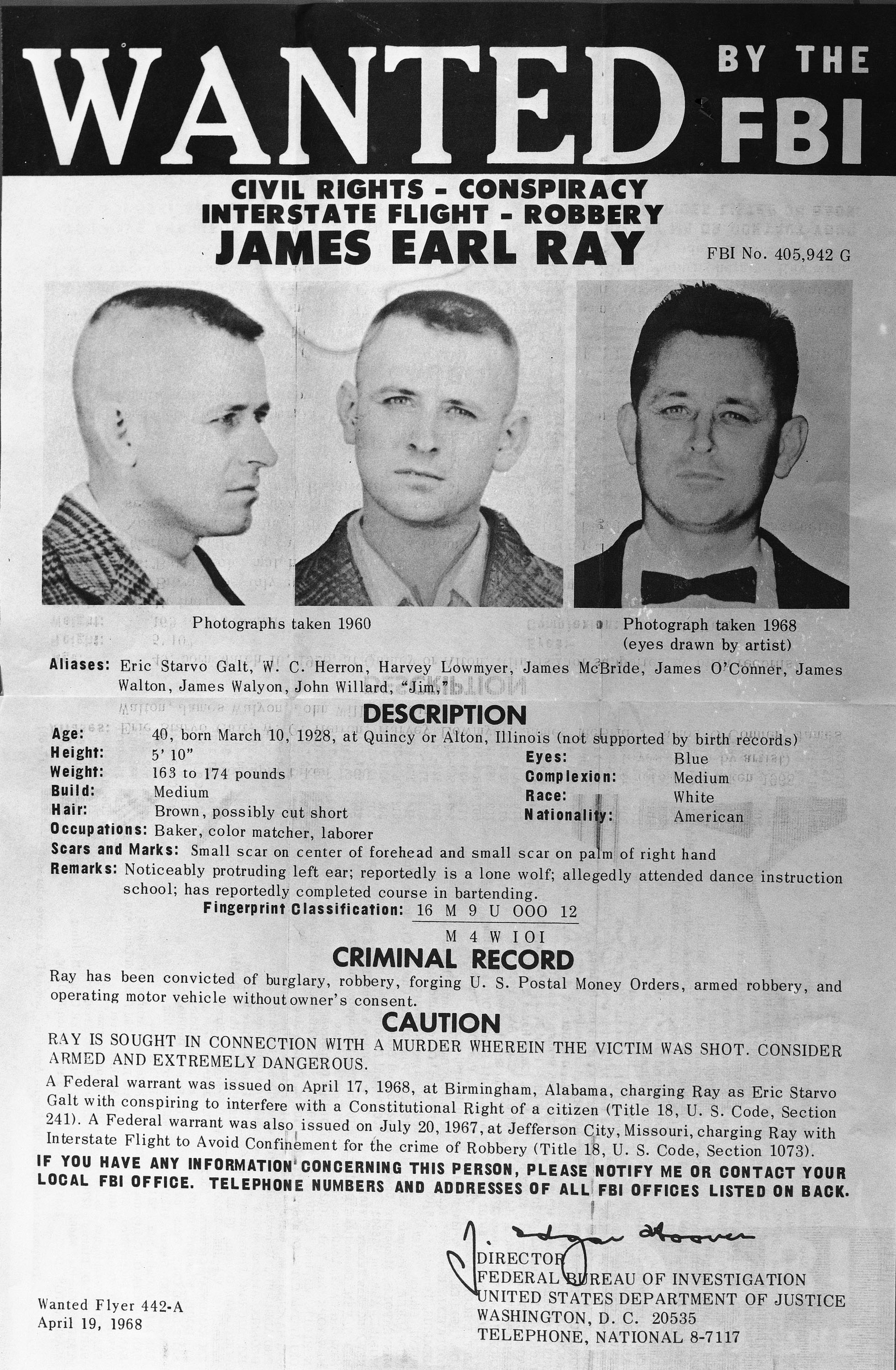
Cartaz do fugitivo mais procurado pelo FBI, de James Earl Ray

Em 4 de abril de 1968, Ray matou King com um único tiro disparado de seu rifle Remington, enquanto King estava de pé na varanda do segundo andar do Lorraine Motel, em Memphis, Tennessee. Pouco depois de o tiro ter sido disparado, testemunhas viram Ray fugindo de uma pensão do outro lado da rua do motel. Ele estava alugando um quarto na casa nesta época. Um pacote foi abandonado perto do local, que continha um rifle e um binóculo, ambos encontrados com as impressões digitais de Ray.

## Fuga da prisão
Em 10 de junho de 1977, Ray e seis outros presidiários escaparam da Penitenciária Estadual de Brushy Mountain, em Petros, Tennessee. Eles foram recapturados em 13 de junho. Um ano foi adicionado à sentença anterior de Ray, aumentando para 100 anos.

## Morte
Antes de sua morte, Ray foi transferido para o Lois M. DeBerry Special Needs Facility, em Nashville, uma prisão de segurança máxima com instalações hospitalares.
Ray morreu aos 70 anos, em 23 de abril de 1998, no Columbia Nashville Memorial Hospital, de complicações relacionadas à doença renal e insuficiência hepática causada pela hepatite C. Seu irmão, Jerry, disse à CNN que seu irmão não queria ser enterrado ou ter seu lugar de descanso final nos Estados Unidos por causa da forma como o governo o tratou. Seu corpo foi cremado e suas cinzas transportadas para a Irlanda, o lar dos ancestrais de sua família materna. Dez anos depois, o outro irmão de Ray, John Larry Ray, co-escreveu um livro com Lyndon Barsten, intitulado Truth At Last: The Untold Story Behind James Earl Ray and the Assassination of Martin Luther King Jr (Finalmente a verdadade: A história não contada por trás de James Earl Ray e o assassinato de Martin Luther King Jr.)